# هيبرت سيلفا سانتوس
هيبرت سيلفا سانتوس (بالبرتغالية: Hebert Medeiros Dos Santos‏) هو لاعب كرة قدم برازيلي، ولد في 23 مايو 1991 في بارا مانسا في البرازيل. لعب مع بياست غليفيتسه وسبورتينغ براغا ونادي فاسكو دا غاما.

## وصلات خارجية
- هيبرت سيلفا سانتوس على موقع رابطة كرة القدم اليابانية للمحترفين (اليابانية)
- هيبرت سيلفا سانتوس على موقع قاعدة بيانات كرة القدم.إي يو (الإنجليزية)
- هيبرت سيلفا سانتوس على موقع Soccerway.com (الإنجليزية)
- هيبرت سيلفا سانتوس على موقع عالم كرة القدم.نت (الإنجليزية)